# Notre-Dame-d’Oé
Notre-Dame-d’Oé – miejscowość i gmina we Francji, w Regionie Centralnym, w departamencie Indre i Loara.
Według danych na rok 1990 gminę zamieszkiwało 2557 osób, a gęstość zaludnienia wynosiła 331 osób/km² (wśród 1842 gmin Regionu Centralnego Notre-Dame-d’Oé plasuje się na 145. miejscu pod względem liczby ludności, natomiast pod względem powierzchni na miejscu 1252.).